# 仁木勝治
仁木 勝治（にき かつじ、1940年11月 - ）は、日本の英文学者。立正大学名誉教授。

## 略歴
北海道生まれ。北海道立檜山高等学校、1963年立正大英文科卒、1971年同大学院博士課程満期退学。同助教授、教授。
1995年「フォークナーの「世紀末」と「ギリシャ壷」」で立正大文学博士。2011年定年退任。

## 著書
- 『フォークナー論考 人間の魂の遍歴』(文化書房博文社） 1982.8
- 『フォークナーの「世紀末」と「ギリシャ壷」』(文化書房博文社） 1988.5
- 『「失われた世代」と昭和初期』(文化書房博文社） 1991.2
- 『アメリカその文学と歴史』(文化書房博文社） 1994.3
- 『文化のかけ橋 文学から見るアメリカと日本』(文化書房博文社） 2004.4
- 『アメリカ南部社会の寵児 フォークナー大佐の悲劇』(文化書房博文社） 2007.4
- 『若き日のフォークナー つまずいた詩人の魂』(武蔵野書房） 2010.10

### 共編著
- 『アメリカ文学鳥瞰』(藤田忠郎, 天野武男共編著、旺史社） 1980.4
- 『愛のアメリカ文学』(佐藤志津子共著、文化書房博文社） 2000.4
- 『パイオニアたちを支えた人形浄瑠璃』(佐藤満俊共著、文化書房博文社） 2010.5

## 翻訳
- 『冒険物語』(スティーブン・クレーン、鏡味国彦共訳、文化書房博文社） 1975
- 『青春 / 無政府主義者』(ジョゼフ・コンラッド、鏡味国彦共訳、文化書房博文社） 1976
- 『H.ジェイムズ名作集』(ヘンリー・ジェイムズ、文化書房博文社） 1985.12
- 『風景画家 ヘンリー・ジェイムズ名作短編集』(文化書房博文社） 1998.12

## 参考
- J-Global